# Claudia Black

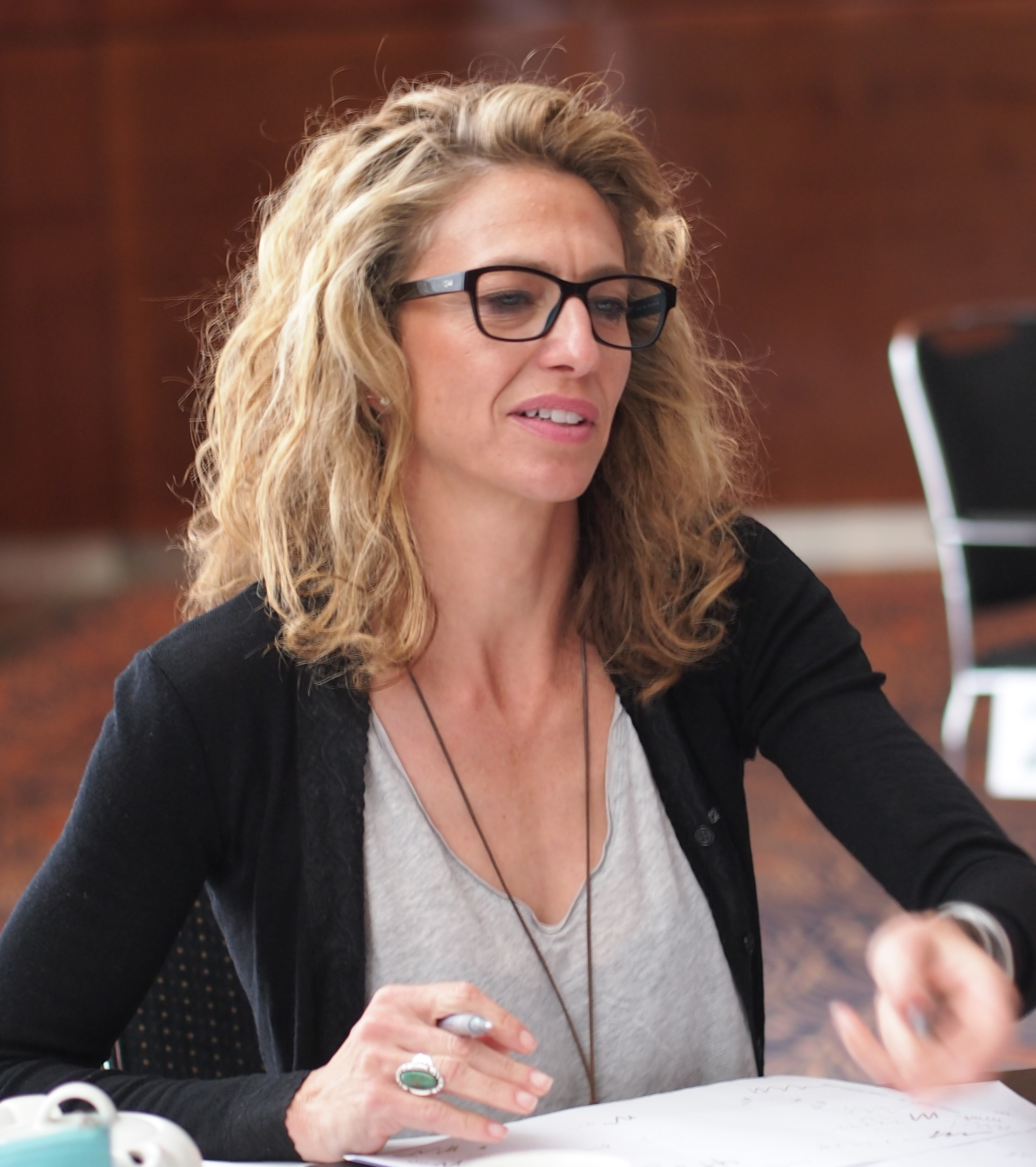
Claudia Black (2013)

Claudia Lee Black (* 11. Oktober 1972 in Sydney) ist eine australische Schauspielerin.

## Leben
Black wuchs in Sydney auf und besuchte die Kambala Girls School. Den Großteil ihres Lebens verbrachte sie jedoch in Neuseeland und Europa. 1990 war sie Finalistin im Globe Shakespeare-Wettbewerb und anschließend als Portia in Der Kaufmann von Venedig auf Tournee durch Europa. Es folgten weitere Theaterauftritte, wie Spotlight On Women, Wildes Portrait Of Dorian Gray, Loose Ends und Pick Ups für das Belvoir Street Theatre in Sydney sowie Little Women und The World Knot für die Bicentennial Opera.
Black heiratete 2004 und trat ihre Hochzeitsreise unmittelbar nach Abschluss der Dreharbeiten von Farscape: The Peacekeeper Wars an. Ihre erste Schwangerschaft wurde in den Handlungsablauf von Stargate SG-1 (ab Folge 9.19 „Crusade“) eingebaut. Ein zweiter Sohn wurde im November 2007 geboren.

## Fernsehen und Kino
In Australien und Neuseeland erlangte sie einen hohen Bekanntheitsgrad durch verschiedene Rollen in Fernsehserien. Ihren ersten Fernsehauftritt hatte sie 1993 in der Miniserie Seven Deadly Sins, es folgte die australische Fernsehserie A Country Practice (1981–1993). In der neuseeländischen Serie City Life, die zwischen 1996 und 1998 ausgestrahlt wurde, spielte sie die Anwältin Angela Kostapas.
Gastauftritte hatte Black unter anderem in Water Rats – Die Hafencops, Hercules sowie in Xena – Die Kriegerprinzessin. Ein geplantes Spin-off, bei dem Black eine Amazone gespielt hätte, wurde nie gesendet; der Pilotfilm namens Amazon High wurde zwar gedreht, das Filmmaterial aber in der Xena-Folge Lifeblood verwendet.
1994 wirkte Black in dem nie gesendeten Comedy-Thriller Goodfruit mit. Eine Nebenrolle übernahm sie in dem düsteren Science-Fiction-Thriller Pitch Black – Planet der Finsternis (2000) als Sharon „Shazza“ Montgomery. In Königin der Verdammten, der Fortsetzung von Interview mit einem Vampir, spielte sie die Rolle der Pandora.
Der entscheidende Durchbruch gelang Claudia Black mit der Science-Fiction-Serie Farscape: Sie spielte von 1999 bis 2004 den Charakter Aeryn Sun. Diese Rolle brachte ihr fünf Nominierungen für den Saturn Award als „Beste Schauspielerin“ ein, die Auszeichnung als „Beste Schauspielerin“ des Jahres 2000 von IGN und vom TV-Zone-Magazine sowie den SFX-Magazine-Award als „Sexieste Fernseh-Schauspielerin“. Ihre darstellerische Leistung in der Miniserie Farscape: The Peacekeeper Wars wurde mit dem Saturn-Award 2005 als „Beste Schauspielerin“ gewürdigt.
Des Weiteren hatte Claudia Black eine Rolle in den letzten Staffeln der Serie Stargate – Kommando SG-1. Ihre Figur, die Außerirdische Vala Mal Doran, wurde 2004 in der achten Staffel eingeführt. Aufgrund ihrer großen Beliebtheit in der Stargate-Fangemeinde erhielt Black in der neunten Staffel eine wiederkehrende Nebenrolle. In der zehnten und letzten Staffel (2007) gehörte sie zur Stammbesetzung, ebenso bei den zwei Stargate-Spielfilmen Stargate: The Ark of Truth – Die Quelle der Wahrheit und Stargate: Continuum (2008).
2023 spielte Black in der Star-Wars-Serie Ahsoka die Rolle der Nachtschwester Klothow, eine der drei Großen Mütter, eines Verbandes von dunklen Hexen.

## Filmografie (Auswahl)
- 1992: Home and Away (Fernsehserie, 2 Folgen)
- 1993: Seven Deadly Sins (Miniserie)
- 1993: G.P. (Fernsehserie, 2 Folgen)
- 1993: Police Rescue – Gefährlicher Einsatz (Police Rescue, Fernsehserie, Folge 3x12)
- 1993–1994: A Country Practice (Fernsehserie, 8 Folgen)
- 1996–1998: City Life (Fernsehserie, 26 Folgen)
- 1997: Water Rats – Die Hafencops (Water Rats, Fernsehserie, Folge 2x21)
- 1997–1998: Hercules (Hercules: The Legendary Journeys, Fernsehserie, 2 Folgen)
- 1998: Good Guys Bad Guys (Fernsehserie, Folge 2x05)
- 1999: Kôtetsu tenshi Kurumi – Steel Angel Kurumi (Fernsehserie, Stimme)
- 1999: A Twist in the Tale (Fernsehserie, Folge 1x01)
- 1999–2003: Farscape – Verschollen im All (Farscape, Fernsehserie, 88 Folgen)
- 2000: Pitch Black – Planet der Finsternis (Pitch Black)
- 2000: Xena – Die Kriegerprinzessin (Xena: Warrior Princess, Fernsehserie, Folge 5x16 Lifeblood)
- 2001: Beastmaster – Herr der Wildnis (Beastmaster, Fernsehserie, Folge 2x13)
- 2002: Königin der Verdammten (Queen of the Damned)
- 2004: Farscape: The Peacekeeper Wars (Miniserie)
- 2004–2007: Stargate – Kommando SG-1 (Stargate SG-1, Fernsehserie, 29 Folgen)
- 2007: The Dresden Files (Fernsehserie, Folge 1x09)
- 2007: Stolen Life (Stimme)
- 2008: Stargate: The Ark of Truth – Die Quelle der Wahrheit (Stargate: The Ark of Truth)
- 2008: Moonlight (Fernsehserie, Folge 1x16 Sonata)
- 2008: Stargate: Continuum
- 2010: Navy CIS (NCIS, Fernsehserie, Folge 7x22 Kalte Spuren)
- 2010: Fuzzy Connections (Kurzfilm)
- 2011: Rango (Stimme)
- 2011: 90210 (Fernsehserie, 3 Folgen)
- 2012: Strange Frame: Love & Sax
- 2012: Haven (Fernsehserie, 2 Folgen)
- 2015: The Originals (Fernsehserie, 6 Folgen)
- 2016: Containment – Eine Stadt hofft auf Rettung (Containment, Fernsehserie, 13 Folgen)
- 2019–2020: Roswell, New Mexico (Fernsehserie, 3 Folgen)
- 2021: Time Now
- 2021–2023: The Nevers (Fernsehserie, 4 Folgen)
- 2022: Deus (auch Produktion)
- 2023: Ahsoka (Fernsehserie, 3 Folgen)

## Videospiele
- 2009: Dragon Age: Origins als Morrigan
- 2010: Mass Effect 2 als Admiral Daro'Xen vas Moreh / Matriarchin Aethyta
- 2009: Uncharted 2: Among Thieves als Chloe Frazer
- 2011: Uncharted 3: Drake’s Deception als Chloe Frazer
- 2011: The Exiled Realm of Arborea als Elf Commander Fraya
- 2011: Gears of War 3 als Sam Byrne
- 2012: Diablo 3 als Cydaea
- 2012: Mass Effect 3 als Admiral Daro'Xen vas Moreh / Matriarchin Aethyta
- 2014: Dragon Age: Inquisition als Morrigan
- 2016: Call of Duty: Infinite Warfare als Audrey 'Mac' MaCallum
- 2017: Uncharted: The Lost Legacy als Chloe Frazer
- 2017: Destiny 2 als Tess Everis
- 2022: Destiny 2: The Witch Queen als Tess Everis
- 2023: Forspoken als Tanta Olas
- 2024: Dragon Age: The Veilguard als Morrigan